# 圣三一主教座堂 (盐湖城)
希腊正教会圣三一主教座堂（英語：Holy Trinity Greek Orthodox Church）是美国犹他州盐湖城的一座希腊正教会教堂。该堂建于1923年，在1975年被列入国家史蹟名录。

## 历史
盐湖城的希腊正教社区于1905年建立第一个堂区，为美国第14个希腊正教堂区，也是密西西比河和太平洋海岸之间最古老的堂区。第一个牧师在4月从希腊到达。第一座教堂建于1905年10月29日祝圣，命名为希腊正教会圣三一堂。
该堂是盐湖城非摩门教移民区的希腊城的中心元素，除了希腊人之外还服务于塞尔维亚人和俄罗斯人移民。 移民迅速增加，超出了教堂的容量，于是在1920年左右发起新教堂的计划。新教堂在1923年8月23日奠基，于1924年8月13日举行第一次礼拜，在1925年8月2日祝圣。
该堂的拜占庭建筑风格是该地区很不寻常，由当地建筑师事务所Pope and Burton与芝加哥的希腊建筑师N. A, Dokas合作设计。
圣三一堂在1968年升格为主教座堂。该堂在1997年和2005年之间进行了一次重大翻修，花费420万美元。

## 希腊文化博物馆
建筑的下层设有希腊文化博物馆，于1992年开幕。博物馆的展览重点是希腊移民的早期历史以及犹他州和盐湖谷的移民生活。